# Pyralosis galactalis
Pyralosis galactalis är en fjärilsart som beskrevs av George Francis Hampson 1896. Pyralosis galactalis ingår i släktet Pyralosis och familjen mott. Inga underarter finns listade i Catalogue of Life.